# Гаррі Брадбір
Гаррі Бредбір (англ. Harry Bradbeer) — британський режисер, продюсер і сценарист. Він відомий своєю роботою над телесеріалами Флібег і Вбиваючи Єву і фільмами Енола Холмс і Енола Холмс 2 .

## Раннє життя і освіта
Бредбір виховувався в Дартмурі, Девон, Англія. Його мати, Вів'єн, була ортопедом. Його батько, Томас, був хірургом-консультантом.[джерело?]
Бредбір навчався в коледжі Мальборо та продовжив свою освіту в Університетському коледжі Лондона (UCL), де отримав диплом за спеціальністю Середньовічної та Нової історії. Під час навчання в UCL він грав у численних п'єсах і зняв свій перший короткометражний фільм у Кіноклубі UCL — Christie, у якому знявся Адріан Шиллер . Це спонукало його взяти участь у програмі обміну UCL, де він протягом року вивчав телекомунікаційне мистецтво в Мічиганському університеті .[джерело?]

## Кар'єра
Працюючи дослідником і асистентом відомого кінорежисера Джона Шлезінгера, Бредбір зняв фільм «Ніч з жінкою, день з Чарлі» з Руфусом Сьюеллом і Річардом Хендерсом у головних ролях. Цей фільм відкрив серію «Перший кадр» 1993 року на Четвертому каналі та призвів до його давніх робочих відносин з британським телевізійним продюсером Тоні Гарнеттом і його продюсерською компанією World Productions .
Серед постановок, які він зняв для Гарнетта, були три телесеріали, номіновані на премію BAFTA: Це життя, Розбійники і Копи для BBC2. Два роки поспіль (1999—2000) «Копи» отримували телевізійну премію BAFTA за «найкращий драматичний серіал», а також премію Royal Television Society Award 2002 року.[джерело?]
У 2001 році Бредбір зняв телевізійну політичну драму «Поки чудовисько спить», засновану на п'єсі Гарі Мітчелла про його лоялістську спільноту в Белфасті під час припинення вогню 1994 року. Фільм пройшов офіційний відбір на Единбурзькому кінофестивалі, Лондонському кінофестивалі та Единбурзькому показі у Нью-Йорку, а також з'явився на фестивалях у Монреалі, Гетеборзі, Бостоні та Нью-Йорку. Крім того, у 2002 році він отримав нагороду Belfast Arts Award for Television і посів третє місце на фестивалі Prix Europa.
Між 2002 і 2004 роками Бредбір зняв два телевізійних фільми «К означає кислота» і «Наречені у Ванні», засновані на сумнозвісних британських серійних вбивцях 20-го століття ⏤ Джонові Хейгові та Джорджеві Сміту. Обидва проекти були спродюсовані Yorkshire Television та ITV, а сценарій написав Глен Чандлер . У 2005 році Бредбір зняв фільм «Цукрова лихоманка», адаптований за романом Джулі Берчилл, який отримав міжнародну премію «Еммі» та був номінований на премію BAFTA 2007 року як найкращий драматичний серіал. У 2006 році Бредбір зняв телевізійний фільм «Ідеальний день: Тисячоліття», який був номінований на «Золоту троянду» на Монреальському телевізійному фестивалі. П'ятий канал випустив фільм 25 жовтня 2006 року. У 2008 році він зняв п'яту частину серіалу «Месія» для BBC 1, а в 2009 році він зняв драматичний серіал «Пусті слова», який базується на групі друзів ЛГБТ у Глазго, для BBC 3. 
У 2010 році Бредбір зняв «Година» (2011) для BBC 2 з Домініком Вестом і Беном Вішоу в головних ролях, за який він отримав нагороду «Le Reflet d'Or» на Женевському міжнародному кінофестивалі за «Найкращий міжнародний телесеріал». У 2014 році Бредбір зняв перші епізоди детективного серіалу «Грантчестер», який поклав початок кар'єрі Джеймса Нортона . Потім він зняв фільм Пола Еббота « Без образ», який був номінований на телевізійну премію BAFTA як «Найкращий драматичний серіал». Крім того, він був головним режисером серіалу «Епоха Діккенса», і серіал був номінований на «Найкращу оригінальну програму» на Broadcast Awards 2017.[джерело?]
З 2016 по 2018 рік Бредбір зняв два сезони серіалу «Погань» для BBC/Amazon, сценаристом якого стала Фібі Уоллер-Брідж, що також знялась у головній ролі. Погань отримав 48 нагород, у тому числі шість нагород «Еммі», дві нагороди «Золотий глобус», чотири премії BAFTA, «Золоту троянду», нагороду Гільдії продюсерів і дві нагороди «Вибір критиків». За другу серію Бредбір отримав нагороду Primetime Emmy за найкращу режисуру комедійного серіалу . Він також був номінований на телевізійну премію BAFTA за найкращу режисуру: фантастика, яка була серед шести номінацій серіалу.
У 2017 році Бредбір зняв перші два епізоди 1 сезону «Вбиваючи Єву» для BBC America, за яку він був номінований як «Найкращий режисер» на BAFTA Television Awards 2019. Крім того, серіал отримав шість нагород BAFTA на BAFTA Television Awards 2019, включаючи «Найкращу головну жіночу роль», «Найкращу жіночу роль другого плану» та «Найкращий драматичний серіал». Сандра О отримала премію «Золотий глобус» за «Найкращу драматичну роль у головній ролі».
У лютому 2019 року було оголошено, що Бредбір зніме «Енолу Холмс», повнометражну адаптацію серії книг «Справу веде Енола Голмс» Ненсі Спрінгер, продюсером якої є Legendary Pictures . Адаптований Джеком Торном, фільм був запущений у виробництво в липні 2019 року, а в головних ролях зіграли Міллі Боббі Браун, Генрі Кавілл, Хелена Бонем Картер, Сем Клафлін, Фіона Шоу, Адеель Ахтар, Френсіс де ла Тур, Луїс Партридж, Сьюзі Вокома та Берн Горман.
У січні 2020 року було оголошено, що Бредбір підписав контракт на зйомку художнього фільму «Сеанс дощового вечора» для Legendary Entertainment. Крім того, було оголошено, що Бредбір став співавтором і виконавчим продюсером Viewpoint, кримінального трилера про спостереження для ITV/Tiger Aspect. Цього року Bradbeer також підписав першочергову угоду з Amazon про розробку та створення телевізійних серіалів виключно на потоковій платформі.
У січні 2022 року Бредбір збирався зняти фільм «Елеонор Оліфант у повному порядку», повнометражну адаптацію однойменного роману Гейл Ханімен.
Бредбір нещодавно зняв фільм «Енола Холмс 2», який вийшов на Netflix у листопаді 2022 року.

## Особисте життя
Бредбір одружений з письменницею Ніно Стрейчі, донькою Чарльза Стрейчі, 4-го барона О'Хагана та принцеси Тамари Імеретинської. Вони мають одну дитину і проживають у Західному Лондоні. 

## Фільмографія
| Рік     | Назва                                                                       | Нотатки |
| ------- | --------------------------------------------------------------------------- | --- |
| 1994    | Ніч з жінкою, день з Чарлі (англ. A Night with a Woman, a Day with Charlie) | - Короткий телевізійний фільм |
| 1995    | Тир (англ. Shooting Gallery)                                                | - «Кохання ранить» (англ. Love Hurts) (1995) |
| 1997    | Це життя (англ. This Life)                                                  | - «Сантехнік завжди дзвонить двічі» (англ. The Plumber Always Rings Twice) (1997) - «Вона має це мати»(англ. She's Gotta Get It) (1997) - «Коли приходить наркотик»(англ. When the Dope Comes In) (1997) |
| 1996–99 | Рахунок (англ. The Bill)                                                    | - «Викидання бруду» (англ. Slinging Mud) (1999) - «Вихід» (англ. Out) (1997) - «Гарячий пластик» (англ. Hot Plastic) (1997) - «Занадто багато, щоб втратити» (англ. Too Much to Lose) (1997) - «Остання шана» (англ. Last Respects) (1997) - «Ксерокс» (англ. Copier) (1997) - «Поспішні висновки» (англ. Jumping to Conclusions) (1996) - «Сліди наркотиків» (англ. Track Marks) (1996) - «Вважається невинним» (англ. Presumed Innocent) (1996) |
| 1998–99 | Копи (англ. The Cops)                                                       | - Сезон 1, епізоди 1, 2, 3, 7, 8 (1998) - Сезон 2, епізоди 1, 2, 3 (1999) |
| 2000    | Додатки (англ. Attachments)                                                 | - «Онісекунда» (англ. Ohnosecond) (2000) - «Гаряча пошта» (англ. Hot Mail) (2000) - «Ввимкни і нрай» (англ. Plug & Play) (2000) - «Щойно оновлено» (англ. Just Upgraded) (2000) |
| 2002    | Поки чудовисько спить (англ. As the Beast Sleeps)                           | - Телевізійний фільм |
| 2002    | К означає кислота (англ. A Is for Acid)                                     | - Телевізійний фільм |
| 2003    | Наречені у Ванні (англ. The Brides in the Bath)                             | - Телевізійний фільм |
| 2004    | ToCA Race Driver 2                                                          | - Відеогра |
| 2004    | Розбійники (англ. Outlaws)                                                  | - «Цінність нічого» (англ. The Value of Nothing) (2004) - «Маленькі злочинці» (англ. Little Criminals) (2004) - «Коробка В. Д.У.» (англ. T.I.C. the Box) (2004) - «Хороший, поганий і потворний» (англ. The Good, the Bad and the Ugly) (2004) |
| 2005–06 | Ніяких янголів (англ. No Angels)                                            | - Сезон 2, епізоди 7, 8 (2005) - Сезон 3, епізоди 7, 8 (2005–06) |
| 2005–06 | Цукрова лихоманка (англ. Sugar Rush)                                        | - Сезон 1, епізоди 6, 7, 8, 9, 10 (2005) - Сезон 2, епізоди 1, 2, 3, 4, 5 (2006) |
| 2006    | Ідеальний день: Тисячоліття (англ. Perfect Day: The Millennium)             | - Телевізійний фільм |
| 2008    | Месія: Піднесення (англ. Messiah: The Rapture)                              | - Сезон 1, епізоди 1, 2 (2008) |
| 2010    | Пусті слова (англ. Lip Service)                                             | - Сезон 1, епізоди 3, 4 (2010) |
| 2011    | Година (англ. The Hour)                                                     | - Сезон 1, епізоди 3, 4 (2011) |
| 2012–13 | Дружини в'язнів (англ. Prisoners' Wives)                                    | - Сезон 1, епізоди 4, 5, 6 (2012) - Сезон 2, епізоди 1, 2, 3, 4 (2013) |
| 2014    | Грантчестер (англ. Grantchester)                                            | - Сезон 1, епізоди 1, 2 (2014) |
| 2015    | Без образ (англ. No Offence)                                                | - Сезон 1, епізоди 7, 8 (2015) |
| 2015–16 | Епоха Дікенса (англ. Dickensian)                                            | - Сезон 1, епізоди 1, 2, 3, 4, 5 (2015) |
| 2018    | Вбиваючи Єву (англ. Killing Eve)                                            | - «Я розберуся з ним пізніше» (англ. I'll Deal with Him Later) (2018) - «Гарне обличчя» (англ. Nice Face) (2018) |
| 2016–19 | Погань (англ. Fleabag)                                                      | - Сезон 1, епізоди 2, 3, 4, 5, 6 (2016) - Серзон 2, епізоди 1, 2, 3, 4, 5, 6 (2019) |
| 2019    | Ремі (англ. Ramy)                                                           | - «Поміж пальців ніг» (англ. Between the Toes) (2019) |
| 2020    | Енола Холмс (англ. Enola Holmes)                                            | - Фільм |
| 2022    | Енола Холмс 2 (англ. Enola Holmes 2)                                        | - Фільм, Співавтор |
| 2025    | Енола Холмс 3 (англ. Enola Holmes 3)                                        | - Фільм, Співавтор |

## Нагороди
| рік      | Нагороджений в                         | Нагорода |
| -------- | -------------------------------------- | --- |
| 1999 рік | BAFTA Television Awards                | Переможець, найкращий драматичний серіал, »Копи" (1998)                                                                                     |
| 2011 рік | Женевський міжнародний фестиваль       | Переможець, найкращий міжнародний телесеріал, Година (2011)                                                                                 |
| 2012 рік | Інтернет-асоціація кіно та телебачення | Номінація, найкраща режисура фільму або міні-серіалу, Година (2011)                                                                         |
| 2019 рік | BAFTA Television Awards                | Номінант, найкращий режисер (художня література), "Вбиваючи Єву " (2018) Переможець, найкращий драматичний серіал, «Вбиваючи Єву» (2018)    |
| 2019 рік | Премія «Еммі» в прайм-тайм             | Переможець, найкращий комедійний серіал, Флібег (2019) Переможець, найкраща режисура комедійного серіалу, Флібег (2019) — Сезон 2, Епізод 1 |
| 2020 рік | Золотий глобус                         | Переможець, найкращий телесеріал — мюзикл або комедія, Флібег (2019)                                                                        |
| 2020 рік | Нагороди Гільдії продюсерів            | Переможець, найкращий продюсер епізодичного телебачення, комедія, Флібег (2016) Сезон 2                                                     |
| 2020 рік | BAFTA Television Awards                | Номінант, найкращий режисер (художня література), Флібег (2019)                                                                             |

## Почесті
У липні 2021 року Університетський коледж Лондона (UCL), який Бредбір раніше закінчив зі ступенем Середньовічної та Нової історії, нагородив його почесним доктором літератури (DLit) за виняткові досягнення та внесок упродовж його кар'єри. Отримавши це визнання, Бредбір сказав: «Я радий отримати цю честь. UCL був справді творчим середовищем. Саме тут я вперше дослідив світ кіно, і я назавжди вдячний за ту роль, яку він відіграв у початку моєї кар'єри».